# 第五帝國
〈第五帝國〉（英語：The Long Game）是英國電視劇《異世奇人》系列1的第7集，於2005年5月7日在BBC One頻道首播。本劇的編劇為拉塞爾·T·戴維斯，拜恩·格蘭特負責執導。演員方面，除了常設的基斯杜化·艾克斯頓飾演博士和比莉·派佩飾演羅斯·泰勒外，布魯諾·蘭里所演的安迪·米切爾也是主角。
本集的內容講述博士等人來到公元2萬年的一個名為衛星5，專門向地球發佈新聞的太空站。然而，博士發現這兒既沒有任何外星員工，而且不少的員工在來到第500層後就不知所縱。故此，他認為衛星5大有可疑。其後，博士和泰勒太空站當地其實是由外星怪物賈格拉費斯（Jagrafess）所操縱，目的為愚弄地球人，以便控制他們的思想。最終，博士擊敗了賈格拉費斯。在返回21世紀的地球後，博士把米切爾逐出時空旅行的行列。這集的創作沿革源自1980年代。當時，戴維斯寫出了一個關於同伴幫倒忙的故事，但因得不到BBC的認同而流產。最終，他在改良編本後〈第五帝國〉才重見天日。劇集在首播時共有801萬人觀看，影評人認為這集帶有諷刺媒體的成份，他們給予的評價是混合，從正面和負面的都有。

## 劇情
博士、羅斯·泰勒和在上一集結識的友人安迪·米切爾乘坐TARDIS到四處遊歷。這次，他們來到公元2萬年，一個名叫衛星5的太空站的第139層。博士告訴二人這太空站是唯一為地球提供新聞的地方，而人類正身處地球史上最強盛富庶的第四帝國。之後，博士請二人到處走走，他則在不久後遇到一名為嘉蒂亞的女記者。她帶博士到一間房室。在這兒，她坐在一台機器的中央，身邊的同工通過這儀器把資訊傳到她的腦部。博士知道這是早已被淘汰的科技，又發現太空站只有地球人，因而相信有人想拖累地球人的科技水平。之後，博士又從嘉蒂亞口中得悉獲得晉升的員工會被派遣到第500層工作。故此，博士認為要了解這太空站的奧秘，就要到第500層。
同時，太空站的主編西門·柏治發現了博士和泰勒根本不應處於這時代，在深感好奇下，他請了二人來到第500層。到達這層後，二人先發現柏治利用大量死屍擔當太空站的控制員，其後又發現這兒真正的主宰是外星怪物賈格拉費斯（Jagrafess）。博士稱賈格拉費斯是以想通過壟斷新聞資料來愚弄地球人，好讓他們滿足於現狀，不再取得進步。另一方面，安迪在太空站改裝腦部後連接嘉蒂亞之前使用過的機器。這樣，他就可知道地球未來的科技。然而，這也讓賈格拉費斯可從安迪的記憶中了解到博士和泰勒的一切。在了解二人的弱點後，賈格拉費斯打算殺死他們。但是，博士也知道賈格拉費斯的缺點。
於是，博士把賈格拉費斯的陰謀和其缺陷告訴隨後趕來的嘉蒂亞。原來，賈格拉費斯只適合在低溫生活。因此，嘉蒂亞開啟了太空站的熱力系統，使得第500層迅速升溫。賈格拉費斯就熱得漲起來，不久後就破裂而死，柏治因而被壓死。在化解危機後，博士、泰勒和米切爾返回21世紀的倫敦。博士對於米切爾犯下的錯誤耿耿於懷，於是把他逐出時空旅行的行列。隨後，博士和泰勒乘TARDIS離開，繼續他們的旅程。

### 前後鏈接
〈第五帝國〉的時空背景是在「第四人類帝國」，而第一人類帝國首見於在1970年代、第三任博士的《異世奇人》。本集也再次出現「惡狼」（the bad wolf）的主題﹕太空站所發報的其中一個頻道就名為「惡狼電視」。同時，這頻道播出保依臉（Face of Boe）懷孕的消息。保依臉是一個在《異世奇人》不定期出現的角色。
本集也和系列1的最後兩集—〈玩串真人Show〉和〈背水一戰〉有關連。在這兩集中，博士來到〈第五帝國〉發生後的100年，卻發現衛星5已面目全非，又與天敵戴立克併死一戰。另一方面，博士再次在這兒發現「惡狼」的蹤跡，因而感到「有人正在和他進行漫長的遊戲」（"someone has been playing a long game"），〈第五帝國〉的英文名稱「The Long Game」也是從中取得。

## 製作

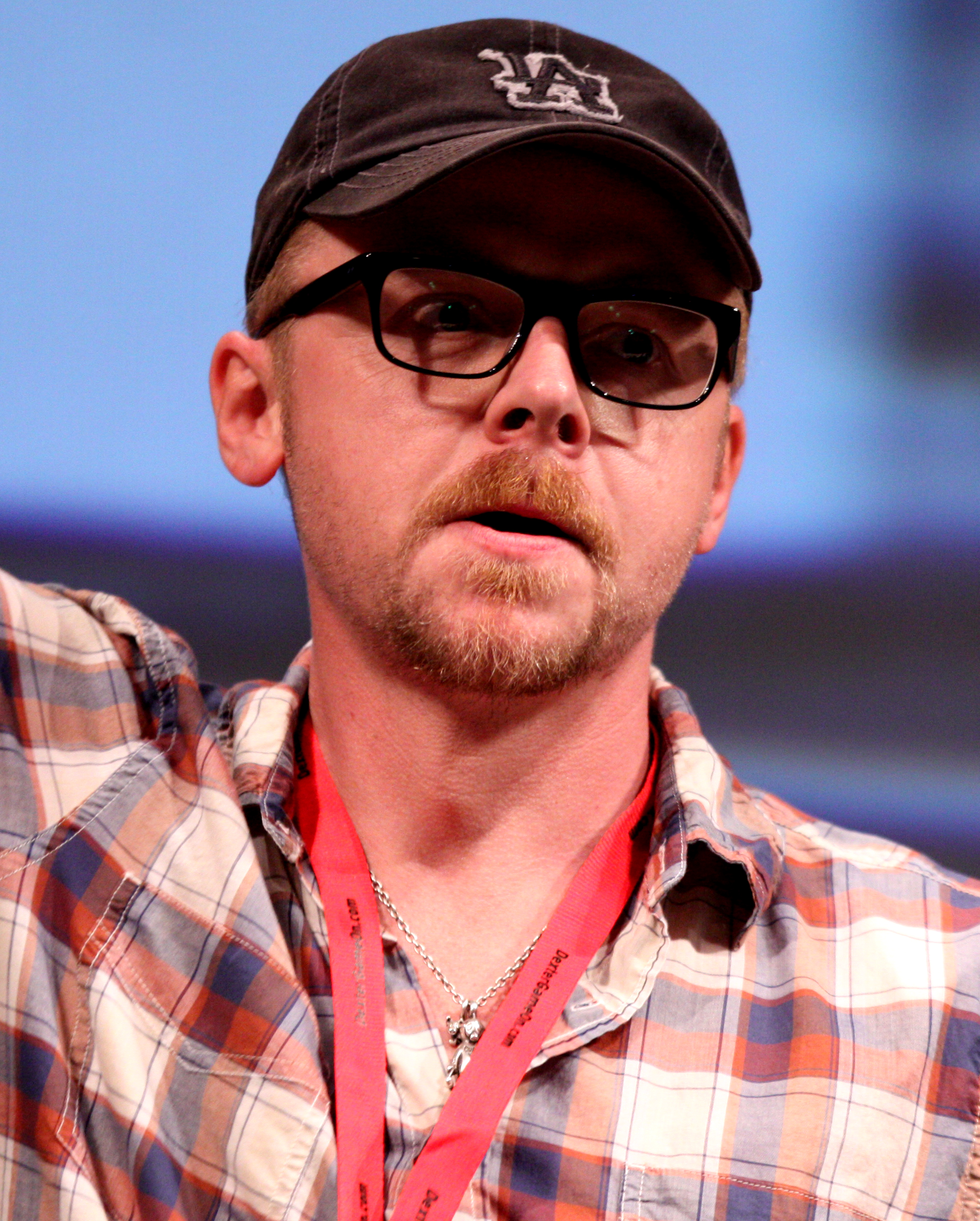
英國演員西蒙·柏奇串演本劇的奸角西門·柏治

編劇拉塞爾·T·戴維斯曾表示劇集的構思早於1980年初已誕生，並把劇本提交到《異世奇人》的製作工作室，但遭到BBC的否定。他們認為戴維斯應該創作一個更為現實的故事。2004年，戴維斯被任命為《異世奇人》復活版的編劇之一，他再度拿出這個被否決的劇本，更加以修改。同時，他又設計出米切爾的角色，以後者的角度去參與博士和泰勒的時光旅程，以及體會二人強悍的性格。為把米切爾成為劇中的重點，戴維斯曾打算把這集名為「安迪」（Adam）或是「這個靠不著的同伴」（The Companion Who Couldn't）。但最終，戴維斯還是選取了〈第五帝國〉為劇集的標題。
這集中的初稿中，米切爾的父親曾被設立患有這不治之症。後來在拍攝時，又改為是患有關節炎。為了治好其父的病，米切爾試圖在衛星5的電腦找出治癒方法。但最終，這一幕還是沒有播出。另外，劇中曾出現米切爾在太空站吐出結冰嘔吐物的情節。據導演拜恩·格蘭特和演員布魯諾·蘭里表示，這其實是由奇異果和橙的汁液混合而成的。
英國演員西蒙·柏奇串演本劇的奸角西門·柏治。對於飾演逆角，柏奇欣然接受。此前，他曾經參與過《異世奇人》的演出。2002年1月，他在一部名為《來自火星的入侵者》（Invaders from Mars）的廣播劇聲演當·鐵尼一角。而在這電視劇中，柏奇稱最大的挑戰是要在博士和泰勒的面對一口氣讀出Jagrafess的全名—「The Mighty Jagrafress of the Holy Hadrajassic Maxaraddenfoe」。配音員尼古拉斯·布里格斯在劇中負責為賈格拉費斯（Jagrafress）配音，但最後劇組還是沿用了他在第1集中為怪物Nestene Consciousness的配音。
本劇是在第4集播出以後拍攝。時間為2004年11月至12月期間，一些外景取自卡迪夫科里東城的前BT大樓。劇組在這兒前後用了5天錄影。至於
那頭賈格拉費斯其實是由英國電影製作公司The Mill的員工通過電腦生成圖像繪畫。製作人員解釋他們最初認為這頭怪物是一團「在天花板上的肉」，後來從鯊魚的外形設計出賈格拉費斯。

## 發行和反響
〈第五帝國〉2005年5月7日晚上在英國BBC One首播。初步的收視報告指，英國當晚共有751萬人通過電視收看這集，收視率為38.9%。在隨後發報的調查中，收看人數上升至801萬，成為這個星期來BBC One收看人數第6高的節目。在欣賞指數方面，這集的得分是81。《異世奇人》系列1的DVD也收錄了這集，並在2005年8月1日上市，它的再版則在同年11月21日發行。

### 專業評價
劇集取得混合的評價。《SFX》以「還可以」來形容此集，又說這集令人聯想到本系列的第2集《世界末日》。同時，儘管該雜誌對西蒙·柏奇的演技表示欣賞，但他們認為劇中未能帶出控制媒體的主題，因這集沒有說明其中的要害，而且劇集的時光背景和文化也和當今的社會不一。《衛報》的魯伯特·史密夫評﹕「任何諷刺記者這工作的東西也合我的脾胃，但這次不是」。布魯堡在《Now Playing》雜誌給了本集B-的分數，他說這集是有趣的，而他本人對於復古的情節不感抗拒。可是，他覺得這集博士沒有過住像英雄般的表現。在2011年，Den of Geek網站給了這集較高的評價，筆者馬克·夏里遜認為「〈第五帝國〉是被低估的」。2013年，《廣播時報》的帕特里克·穆爾肯恩大讚這集出色地對媒體進行諷刺，又表揚柏奇的演出。
娛樂報紙《影音俱樂部》在重新評價〈第五帝國〉時給了B-。該報的艾斯迪爾批評這集是「多餘的」，又認為劇中沒有清楚地說明Jagrafress和西門·柏治控制新聞的動機。還好的是，柏奇可圈可點的表現拯救了此集。艾斯迪爾還指出這集所帶出的信息很片面，令本來可好好發揮的一集變得平平無奇。在《誰是博士》（Who Is the Doctor）一書中，影評家格雷姆·伯克認為這集是引人注目的，但頗有娛樂性"。此外，他又讚揚柏奇和蘭里所的演出，更稱前者為系列1播出以來最好的客串演員。但美中不足之處是這集的故事實在沒有值得一提的地方，而且其中的諷刺只不過是從小說《一九八四》順手拈來，故劇集所帶出的信息並不夠深刻。《誰是博士》的另一名作者羅拔則給了較為正面的評論，他相信劇中的諷刺仍可套用到現今的媒體身上。此外，羅拔還提到這集中可看得出博士是具感召力的人。不過，伯克和羅拔也對米切爾被博士逐走的劇情表示不解。

## 資料來源
1. ↑  . BBC.   [2013-02-18]. （原始内容存档于2013-07-04）.
2. ↑  . BBC.   [2012-03-27]. （原始内容存档于2012-02-05）.
3. 1 2  Burk and Smith? p. 32
4. 1 2  Writer Russell T Davies, Joe Ahearne, Phil Collinson. . . 11-6-2005. BBC. BBC One.
5. 1 2  Davies, Russell T. . Doctor Who Magazine (Panini Comics). 8 December 2004, (350).
6. 1 2 3  Davies, Russell T. . BBC Books. 2005. ISBN 0-563-48641-4.
7. 1 2 3 4  Christine Adams, Brian Grant, Bruno Langley.  (DVD (Region 2)). BBC. 2005.
8. 1 2 3   (新闻稿). BBC. 2005-04-04  [2012-03-27]. （原始内容存档于2020-09-14）.
9. ↑  Nicholas Briggs.  (DVD (Region 2)). BBC. 2005.
10. ↑  Russell, p. 81
11. 1 2  Mulkern, Patrick. . Radio Times. 11-3-2013  [11-3-2013]. （原始内容存档于2013-09-04）.
12. ↑  Flynn, Jessica. . WalesOnline. 2005-04-16  [2013-03-17]. （原始内容存档于2011-05-04）.
13. 1 2  . BBC. 2011-06-28  [2013-02-18]. （原始内容 (Video)存档于2019-03-27）.
14. ↑  . Outpost Gallifrey. 8-4-2005  [2013-08-25]. （原始内容存档于2005年5月19日）.
15. ↑  . Broadcasters' Audience Research Board.   [19 March 2013]. （原始内容存档于2013-08-24）.
16. ↑  Sullivan, Shannon. . A Brief History of Time (Travel). 2009-10-17  [2013-07-13]. （原始内容存档于2021-03-27）.
17. ↑  . SFX. 7-5-2005  [2012-04-23]. （原始内容存档于2006-05-27）.
18. ↑  Smith, Rupert. . The Guardian. 9 May 2005  [2013-08-25]. （原始内容存档于2006-01-10）.
19. ↑  Blumburg, Arnold T. . Now Playing. 11-5-2005  [2013-03-17]. （原始内容存档于2005年6月18日）.
20. ↑  Harrison, Mark. . Den of Geek. 2011-09-20  [2012-03-31]. （原始内容存档于2012-04-26）.
21. ↑  Wilkins, Alasdair. . The A.V. Club. 2013-12-15  [6-1-2014]. （原始内容存档于2014-01-22）.
22. ↑  Burk and Smith? pp. 33–34
23. 1 2  Burk and Smith? pp. 34–35